# مهماندوست عليا
مهماندوست عليا هي قرية في مقاطعة مشكين شهر، إيران. عدد سكان هذه القرية هو 282 في سنة 2006.